# Alien Outlaw
Pour plus de détails, voir Fiche technique et Distribution.
Alien Outlaw est un film américain réalisé par Phil Smoot, sorti en 1985.

## Fiche technique
- Titre : Alien Outlaw
- Réalisation : Phil Smoot
- Scénario : Phil Smoot
- Production : Phil Smoot, George B. Walker et John G. Wolfe III
- Musique : Marcus Kearns
- Photographie : Paul Hughen
- Montage : Sherwood Jones
- Direction artistique : Karalyn Parsons
- Pays de production :  États-Unis
- Format : Couleurs - 1,66:1 - Mono - 35 mm
- Genre : Science-fiction, western
- Durée : 91 minutes
- Dates de sortie : 
  - États-Unis : 1985
  - France : non sorti[1]

## Distribution
- Lash La Rue : Alex Thompson
- Kari Anderson : Jesse Jamison
- Paul Holman : Luger
- Gil Newsome : Peter
- Richard Davis : Andrew
- Liz Warrington : Jane
- Sunset Carson : Sunset
- Stephen Winegard : Wes
- Kimberly Mauldin : la petite amie
- Stuart Watson : le chef alien

## Autour du film
- Le tournage s'est déroulé dans le comté d'Alleghany et Sparta, en Caroline du Nord.